# Caboclinho-frade
O caboclinho-frade (nome científico: Sporophila bouvreuil) é uma ave passeriforme da família Thraupidae, do gênero Sporophila. A espécie ocorre no Brasil, Guiana Francesa e Suriname.

## Outros nomes, grafias e etimologia
Também conhecido como caboclinho-verdadeiro, fradinho, caboclinho-paulista, caboclinho-coroado, bico-de-ferro, ferrinha,  cabocolino e coleirinho-do-brejo.

## Distribuição e habitat
A espécie é distribuída no sul do Suriname e norte do Brasil (norte do Pará) e norte da Guiana Francesa; no leste do Brasil na foz do rio Amazonas e em uma grande área que vai do Maranhão leste ao Rio Grande do Norte, ao sul ao Mato Grosso do Sul, a nordeste de São Paulo e Rio de Janeiro. Também foi registrado em alguns locais isolados no noroeste de Mato Grosso, norte de Rondônia e sudeste do Amazonas.
Esta espécie é considerada bastante comum a comum em seus habitat naturais: as savanas, campos e pastagens do Cerrado, mas não em terras cultivadas, até 1100 m de altitude. É nômade, mas aparentemente não é migratória.